# LiveAndWell.com
LiveAndWell.com è un album live di David Bowie del 1999, pubblicato in edizione limitata.
È stato distribuito via Internet tramite iscrizione al sito ufficiale del cantante;
l'album è composto da tracce registrate durante L'Earthling Tour, nel quale Bowie eseguì canzoni dai precedenti album Earthling e 1.Outside.
Una versione successiva del 2002 è stata distribuita con quattro nuovi remix.

## Tracce
1. I'm Afraid of Americans – 5:14
2. The Hearts Filthy Lesson – 5:37
3. I'm Deranged – 7:12
4. Hallo Spaceboy – 5:12
5. Telling Lies – 5:14
6. The Motel – 5:49
7. The Voyeur of Utter Destruction (as Beauty) – 5:48
8. Battle for Britain (The Letter) – 4:35
9. Seven Years in Tibet – 6:19
10. Little Wonder – 6:19

### Aggiunte versione 2002
1. Fun (Dillinja mix)" – 5:52
2. Little Wonder (Danny Saber Dance mix)" – 5:32
3. Dead Man Walking (Moby mix 1)" – 7:32
4. Telling Lies (Paradox mix)" – 5:11

## Formazione
- David Bowie: voce, chitarra, sassofono
- Reeves Gabrels – chitarra, voce
- Gail Ann Dorsey – basso, voce, tastiere
- Zachary Alford – batteria
- Mike Garson – tastiere, piano, sintetizzatore